# Ratpenat de Kenya
El ratpenat de Kenya (Pipistrellus aero) és una espècie de ratpenat de la família dels vespertiliònids. Viu a Kenya i possiblement a Etiòpia.